# Clinocera rabacali
Clinocera rabacali är en tvåvingeart som beskrevs av Frey 1940. Clinocera rabacali ingår i släktet Clinocera och familjen dansflugor.
Artens utbredningsområde är Madeira. Inga underarter finns listade i Catalogue of Life.